# Julien Souton
Julien Souton, né le 11 novembre 1997 à Sainte-Marie (La Réunion), est un coureur cycliste français. Il compte en particulier à son palmarès le Tour de La Réunion 2019.

## Biographie
En 2020, il obtient la médaille de bronze au championnat de France du contre-la-montre amateurs,.

## Palmarès
- 2015
  - Prologue du Tour de La Réunion
  - 2e du Chrono des Nations Juniors
- 2016
  - 2e étape du Tour Nivernais Morvan
- 2017
  - 4e, 7e et 8ea (contre-la-montre) étapes du Tour de La Réunion
  - 2e du Tour de La Réunion
- 2018
  - Champion de Bourgogne-Franche-Comté sur route
  - Champion de Bourgogne-Franche-Comté du contre-la-montre
  - Prix du Saugeais :
    - Classement général
    - 1re étape (contre-la-montre)
- 2019
  - Grand Prix de Dieulouard
  - Tour de La Réunion :
    - Classement général
    - 4e et 6e étapes

  - 3e et 4e étapes du Tour de Maurice
  - 2e du championnat de Bourgogne-Franche-Comté du contre-la-montre
- 2020
  - 3e du championnat de France du contre-la-montre amateurs
- 2021
  - Ronde Nicopolis
  - Prix de Chavannes-sur-Reyssouze
- 2022
  - Champion de Bourgogne-Franche-Comté sur route
  - Grand Prix de Saint-Éloi
  - Grand Prix de Selongey
  - Tour de Côte-d'Or
  - Tour Cycliste Antenne Réunion :
    - Classement général
    - 3e, 4e, 7e (contre-la-montre) et 8e étapes

  - 2e du Grand Prix des Marbriers

### Classements mondiaux
| Année                                 | 2017  | 2018  | 2019  |
| ------------------------------------- | ----- | ----- | ----- |
| Classement mondial                    | 2759e | 2227e | 2379e |
| UCI Europe Tour                       | 1757e | 1498e | 1520e |
|                                       |       |       |       |
| Légende : nc = non classéSource : UCI |       |       |       |